# Kemawi (Sumowono)
Kemawi is een bestuurslaag in het regentschap Semarang van de provincie Midden-Java, Indonesië. Kemawi telt 1263 inwoners (volkstelling 2010).